# Ставерн (Германия)
Ста́верн (нем. Stavern) — коммуна в Германии, в земле Нижняя Саксония.
Входит в состав района Эмсланд. Подчиняется управлению Зёгель. Население составляет 1098 человек (на 31 декабря 2010 года). Занимает площадь 50,96 км².

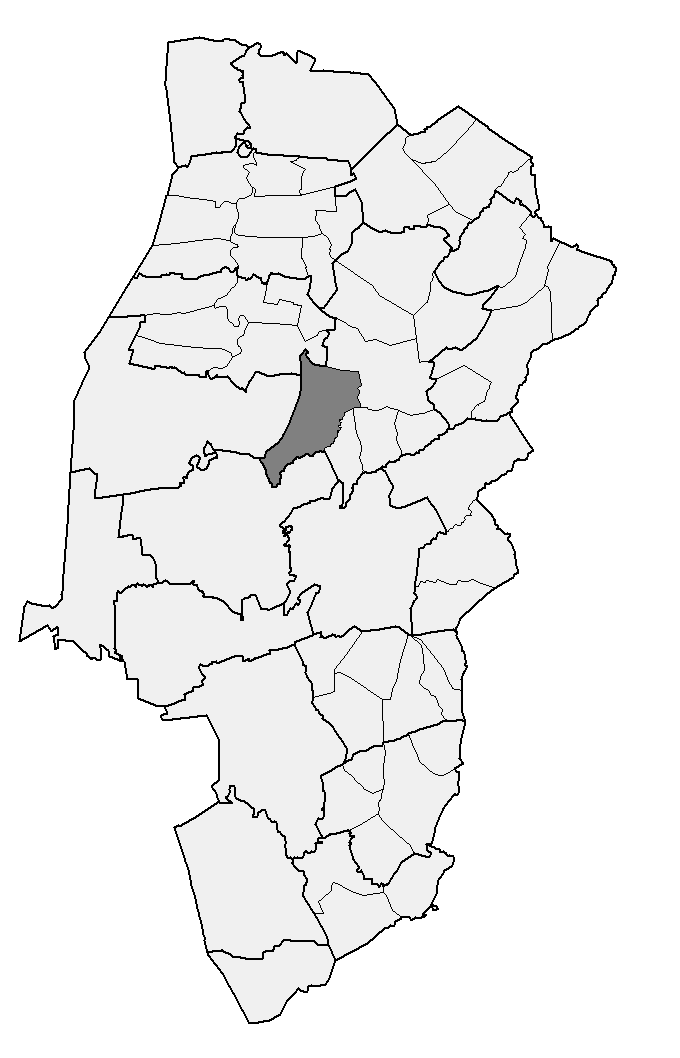
Ставерн